# Пилорио
Пилорио или Пиљур (грч. Πυλώριο) је насељено место у општини Горуша у периферији Западна Македонија, Грчка. Према попису из 2021. године било је 43 становника.
Према бугарском географу и историчару, Василу Канчову, у Пилорију је 1900. године живело 350 Грка муслимана (Валахади). Пилорио се налази у области Населица, која је некада била насељена словенским становништвом које је касније хеленизовано. Године 1923. муслиманско становништво је принудно исељено у Турску а на њихово место је насељено 50 грчких избегличких породица, којих је на попису из 1928. године било 208.